# Furiki Wheels
Furiki Wheels is een Franse animatieserie uit 2018. De eerste uitzending was bij Disney XD op 2 juli 2018 en de laatste aflevering werd op 15 december 2018 uitgezonden. De serie is tevens in Zuid-Amerika uitgezonden door Nat Geo Kids. De productie van Furiki Wheels was in handen van de Franse animatiestudio Gamount.
Het verhaal gaat over de hyperactieve luiaard André Furiki. Hij wil graag coureur worden in de Formule 1 en meldt zich aan bij een raceschool.